# 懸垂下降器

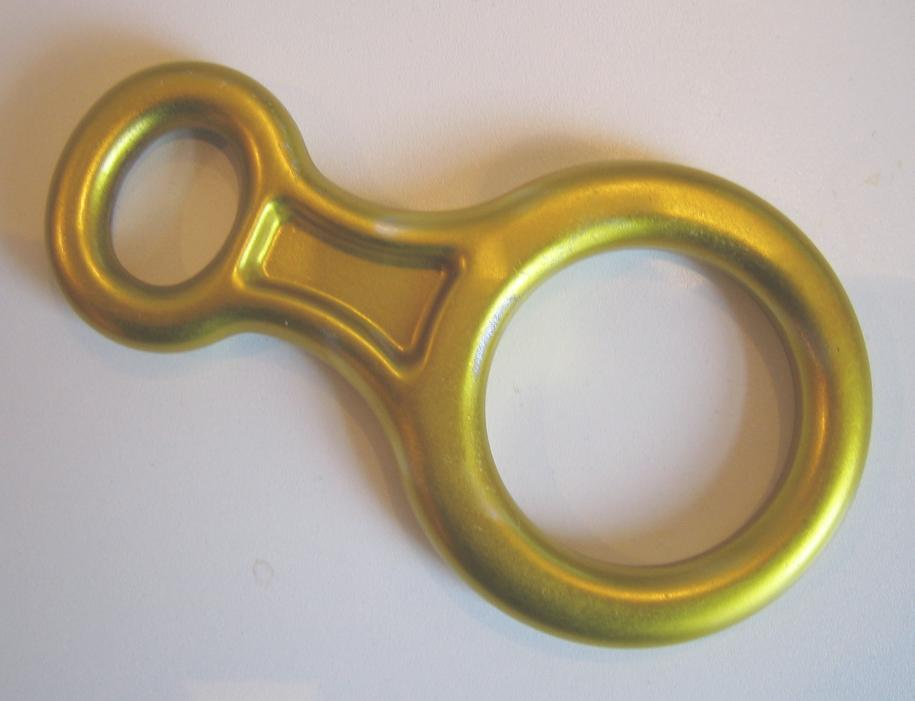
代表的な懸垂下降器、エイト環

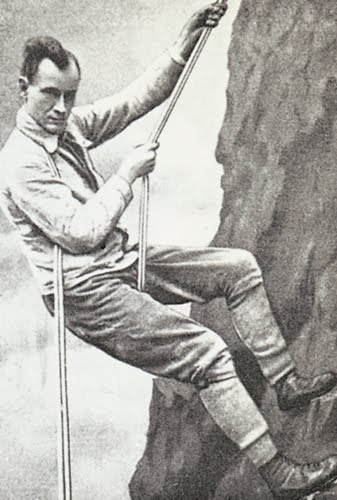
ハンス・デュルファーのS-rappel

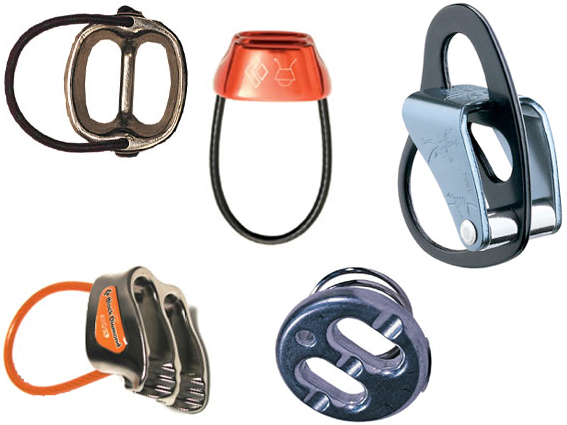
さまざまな懸垂下降器

懸垂下降器（Descender ）は懸垂下降、クライミングで使われる用具の一つ。

## 前史、デュルファー式懸垂下降
ドイツのドルトムント出身で、第一次世界大戦で若くして戦死したハンス・デュルファー（Hans Dülfer ）が発明した方式で、体にロープを巻きつけその摩擦を制動に利用する。ロープを肩に回す「肩がらみ」、腕に回す「腕がらみ」などがある。懸垂下降器が発明される普及するつい最近まで、懸垂下降と言えばこの方式を採っていた。今では懸垂下降器に頼るのが普通だが、ロープさえあれば誰にでもでき、沢登りや縦走などでも緊急時に使える。
しかし空間にぶら下がる空中懸垂や、重い荷物を背負っての懸垂には身体への苦痛や衣服の損傷は免れず、その問題点を解消させようと懸垂下降器が考案された。

## 初期の製品
懸垂下降器は針状の峰の多い西部アルプスで誕生した。最初に製品として広く紹介されたのはP・アランにより発明されたデサンドール・アランである。またG・マニョーヌの考案による、2個のカラビナとともに使い非常に軽量であったデサンドール・マニョーヌ、同じくカラビナとともに使う単純な製品デサンドール・シャルレがある。これらはいずれも1955年頃に日本にも紹介されたが、しかし日本では未だにデュルファー式が主流で、あまり使われなかった。
次いでアメリカ合衆国のCMI、SMCがカラビナの付属品のようなブレーキバーという下降器を作り、登攀用のハーネスが出回り始めたこともあり、日本でも広まり始めた。

## エイト環
1970年代後半に入ってからだと思われるが、日本に文字通りアラビア数字の8の字型をしたエイト環（figure eight descender ）が紹介され、1990年現在扱いやすさと確実さで他の下降器を完全に駆逐、懸垂下降だけでなくパートナーの確保にも使われるようになった。素材はジュラルミンなど軽合金。大型の製品はレスキューや高所作業用、小型の製品はクライミング用である。確保器としても使用できるが制動力は弱めである。
実は鉄の丸棒を曲げて溶接したいかにも初期製品ではあったが、エイト環は1967年に東京トップで製造発売されており、性能面で落ちるとは言え日本製品が最初の可能性がある。

## チューブ型下降器
1992年、ブラックダイヤモンド社がチューブ型のビレイ・下降兼用のATC（Air Traffic Control）を発表し、エイト環に変わってクライマー達の間で人気を得るようになった。